# Segeldruckpunkt

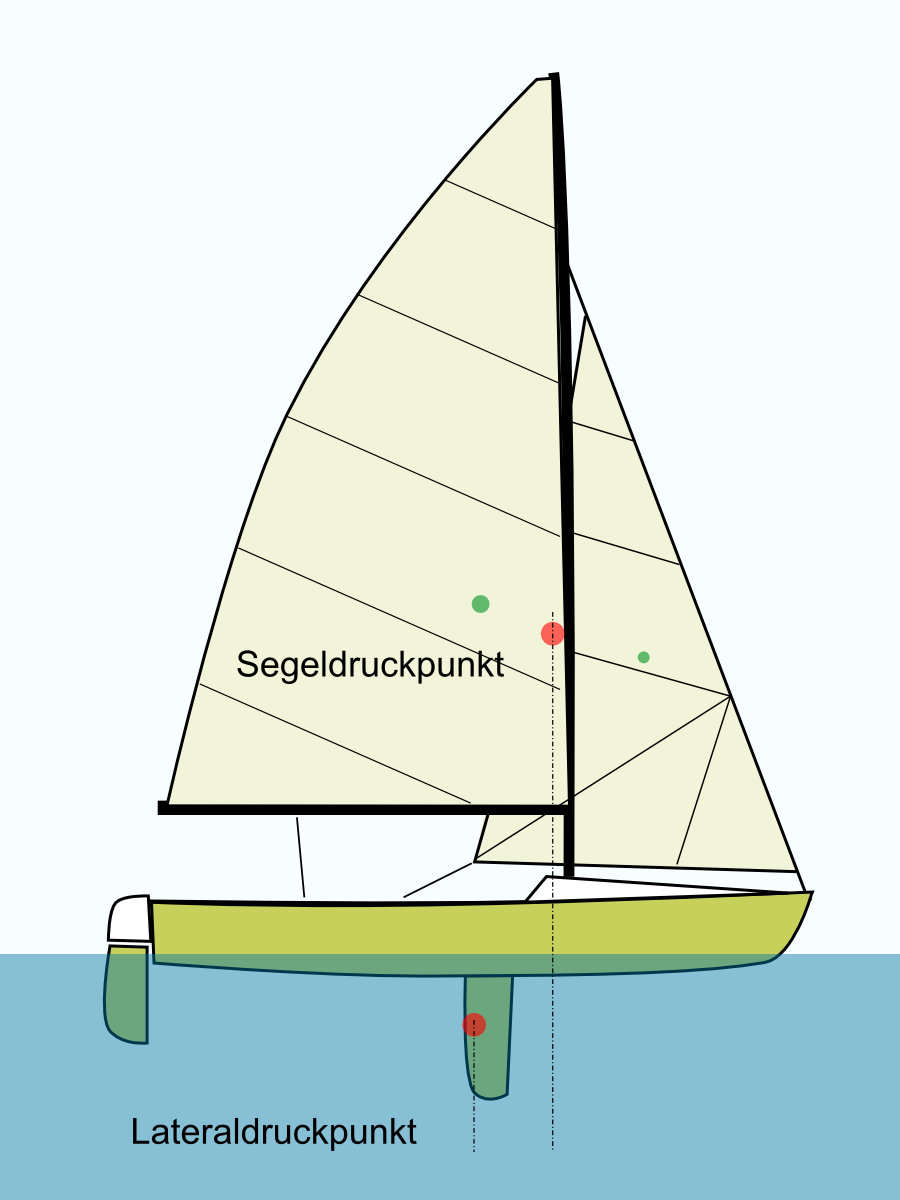
Lateraldruckpunkt und Segeldruckpunkt im Seitenriss einer Segeljolle

Der Segeldruckpunkt ist der Punkt am Segel, an dem modellhaft ein Kraftvektor angreift,
in einfachster Näherung der Flächenschwerpunkt der projizierten Fläche eines Segels 90° zur Anströmrichtung des Windes. 
Beim Surfsegel kann sich dieser Punkt durch verschiedene Segelstellungen (Anstellung des Segels zum Wind) stark verlagern. Das ist beim Windsurfen erwünscht, da nicht mit Ruder, sondern nur durch Verlagerung des Segels relativ zum Lateraldruckpunkt gesteuert wird.
Der Hebelarm zwischen Lateraldruckpunkt und Segeldruckpunkt ist ursächlich für die Luv- und Leegierigkeit eines Bootes.